# Світлячки у саду
Світлячки у саду — драма 2008 року.

## Сюжет
Історія розколу однієї звичайної сім'ї, в кожного з членів якої своя трагедія. Ліза гине в автокатастрофі, винуватцем якої є її чоловік Чарльз. Син Лізи і Чарльза, Майкл, одружений з алкоголічкою Келлі, вирішує написати книгу про своє дитинство. Цьому опирається вся сім'я — від тітки до самого Чарльза.

## Акторський склад
| Актори                      | Персонажі                       |
| --------------------------- | ------------------------------- |
| Раян Рейнольдс              | Майкл Тейлор                    |
| Кейден Бойд                 | Майкл Тейлор (в юності)         |
| Віллем Дефо                 | Чарлі (Чарльз) Тейлор, професор |
| Емілі Вотсон                | Джейн Лоренс                    |
| Гейден Панеттьєр            | Джейн Лоренс (в юності)         |
| Керрі-Енн Мосс              | Келлі Генсон                    |
| Джулія Робертс              | Ліза Лоренс-Тейлор              |
| Йоан Гріффідд               | Еддісон Веслі                   |
| Шеннон Лусіо                | Райн Тейлор                     |
| Джордж Ньюберн              | Джиммі (Джеймс) Лоренс          |
| Чейз Еллісон                | Крістофер Лоренс                |
| Бруклінн Пру (англ. Proulx) | Леслі Лоуренс                   |